# Sorbus decipiens
Sorbus decipiens là một loài thực vật thuộc họ Rosaceae. Đây là loài đặc hữu của Đức. 